# Baramandougou
Baramandougou est une localité et une commune rurale du Mali de l'arrondissement de Téné, dans le cercle de San et la région de San.

## Villages
La commune rurale s'étend sur 10 villages relevés lors du recensement général de 2009. 
Les villages les plus peuplés sont :
- Baramandougou (1 414 habitants) ;
- Toumousségué (1 323 habitants) ;
- Kokoula (1 289 habitants).

La loi 2023-007 attribue 10 villages à la commune rurale  :
- Baramandougou
- Mayarasso Sobala
- Kakoula
- Toumousségué
- Ouiné
- Kéra Peulh
- Paporoné
- Mayarasso Sonina
- Kéra Marka
- Kongosso